# 謝昭仁
謝昭仁（1972年8月4日—），一位在日本成名的香港節目主持，曾為香港商業電台創作總監，已婚。

## 入行經過
謝昭仁本是商業電台實習DJ，負責張麗瑾的《飛越癲狂院》一個小部份。其後輾轉於新城電台和商業電台工作（主持節目包括：《係咪玩野》和《無字頭七八九》），而在商台節目《無字頭七八九》裡主持一個專門踢爆當時市面上一些街頭騙局的環節。當時（1990年代後期）有不少公司打著「招聘模特兒」、「招請配音員」的名義製造虛假的職位空缺，藉以騙取求職者的報名費或課程費用。當時昭仁在報上看到一則聲稱可讓求職者到日本藝能界發展機會的廣告，於是帶到儀器前往當地(根據電波少年應該是在香港面試)秘密錄音。誰知這個廣告並非欺騙的廣告，而是香港的經理人公司為新一輯的電波少年節目在香港尋找參賽者。在與商台多位DJ商討之後，昭仁決定接受這個挑戰，前往日本參賽。

## 電波少年歷程
謝昭仁由日本電視台安排與伊藤高史夥拍，真人實境節目《前進！電波少年》，隊名為「朋友」，任務需由南非好望角起行，以步行與搭順風車方式橫越非洲和歐洲（除了其中一站蘇丹因當地政局不穩，獲電視台特別安排包機越過上空），終點為歐洲挪威斯萊特角燈塔（詳見英語維基挪威燈塔或歐洲最北小鎮Gamvik條目），全程由電視台追蹤錄影並在日本播出。
旅程在1998年1月28日開始，當時他們二人有十萬日圓旅費，但行程不久便用完，二人需在當地打工籌措旅費與簽證費以繼續行程（該遊戲規則為不准接受除打工外之金錢，不過後期伊藤有通過街頭表演、超仁靠畫水彩風景畫賺旅費），最終經過漫長旅程後他們終於在同年11月14日到達終點完成旅程，成為該節目第三代電波少年。
而記錄他們行程的電視節目《前進！電波少年》同時也創造了香港電視史上的奇跡。當時香港《蘋果日報》與無綫電視《城市追擊》節目亦同步跟進日本電視台播出的片段，完成旅程後並在邀請二人到香港舉行歡迎晚會節目，昭仁的經歷在香港亦掀起過一陣風潮，其中昭仁在旅程中經常說的日語「ナンダヨ」（Nandayo，中文意思為「甚麼啊」）更成為香港人的一個惡搞對白。

## 在日本的發展
雖然在《前進！電波少年》裡，伊藤一直都以「昭仁」的日語發音“Shojin”來稱呼他，但電視台方面基於對昭仁本身語言的尊重，所以他們採用了他名字的粵語拼音（日语： Chūyan）作為他的稱呼。昭仁在日本被認為是一個多才多藝的藝人，不論是製作、設計、演出、搞笑等都能勝任。是日本人最喜愛的外籍藝人之一。

## 回到香港
2005年2月，「以父親身體不太好，想留在他身邊」為由，昭仁決定日本藝能界引退並返回香港發展，在商業電台叱咤903與黃偉文一起主持《八十大壽》節目。
曾為商台創作總監，2008年加入恆智廣告製作有限公司。
2014年其為會展管理公司執導拍攝的企業短片「亞洲最佳，香港的驕傲」於2014 Questar Awards及2014 Videographer Awards奪得共四項大獎   。
2009年11月與圈外女友Karen結婚。

## 電影
- 歌舞伎町案内人 （日本）
- 願望樹 （香港）

## 外部連結
- 謝昭仁的X（前Twitter）
- 謝昭仁在香港影庫上的簡介